# Демус, Йорг
Йорг Демус (нем. Jörg Demus; 2 декабря 1928 года, Санкт-Пёльтен — 16 апреля 2019) — австрийский пианист и композитор. Сын Отто Демуса.
Окончил Венскую музыкальную академию в 1945 году, затем стажировался в Париже у Ива Ната и в Саарбрюкене у Вальтера Гизекинга. Активно концертировал по разным странам Европы начиная с 1950 года. В 1956 году завоевал первую премию на Международном конкурсе пианистов имени Бузони.
В сольном творчестве Демуса основное место занимает романтический пианизм: за исполнение сонат Бетховена он был удостоен в 1977 году награды Венского Бетховенского общества, широко признана его полная запись фортепианных пьес Шумана, за которую в 1986 году он был удостоен Премии Роберта Шумана. Йорг Демус также много выступал в ансамбле, аккомпанируя таким выдающимся мастерам, как Элизабет Шварцкопф и Дитрих Фишер-Дискау. Особую страницу в исполнительской карьере Демуса составляет его фортепианный дуэт с Паулем Бадурой-Шкодой, плодом которого стала, помимо ряда записей, написанная совместно книга об интерпретации фортепианных сонат Бетховена (нем. Die Klaviersonaten von Ludwig van Beethoven; 1970).

## Награды
- медаль Моцарта (1979)